# Morelos
Morelos  jedna je od 31 saveznih država Meksika, smještena u središnjem dijelu zemlje i jedna je od najmanjih površinom. Država se prostire na 4,950 km², u njoj živi 1.668.343 stanovnika (2009), a najviši vrh je vulkan Popocatépetl.
Glavni grad je Cuernavaca. Morelos je okružena saveznom državom México sjeveroistoku i sjeverozapadu, Guerrero na jugozapadu, Puebla na istoku i na sjeveru federalnim distriktom ujednom i gradom Ciudad de México.
Savezna država nazvana je po jednom od vođa meksičkog rata za nezavisnost, José María Morelos. 

## Općina
- Amacuzac
- Atlatlahucan
- Axochiapan
- Ayala
- Coatlán del Río
- Cuautla
- Cuernavaca
- Emiliano Zapata
- Huitzilac
- Jantetelco
- Jiutepec
- Jojutla
- Jonacatepec
- Mazatepec
- Miacatlán
- Ocuituco
- Puente de Ixtla
- Temixco
- Temoac
- Tepalcingo
- Tepoztlán
- Tetecala
- Tetela del Volcán
- Tlalnepantla
- Tlaltizapán
- Tlaquiltenango
- Tlayacapan
- Totolapan
- Xochitepec
- Yautepec
- Yecapixtla
- Zacatepec de Hidalgo
- Zacualpan de Amilpas